# Tjärstads distrikt
Tjärstads distrikt är ett distrikt i Kinda kommun och Östergötlands län. 
Distriktet ligger i och omkring Rimforsa. 

## Tidigare administrativ tillhörighet
Distriktet inrättades 2016 och utgörs av socknen Tjärstad i Kinda kommun.
Området motsvarar den omfattning Tjärstads församling hade vid årsskiftet 1999/2000.